# شاه لیر

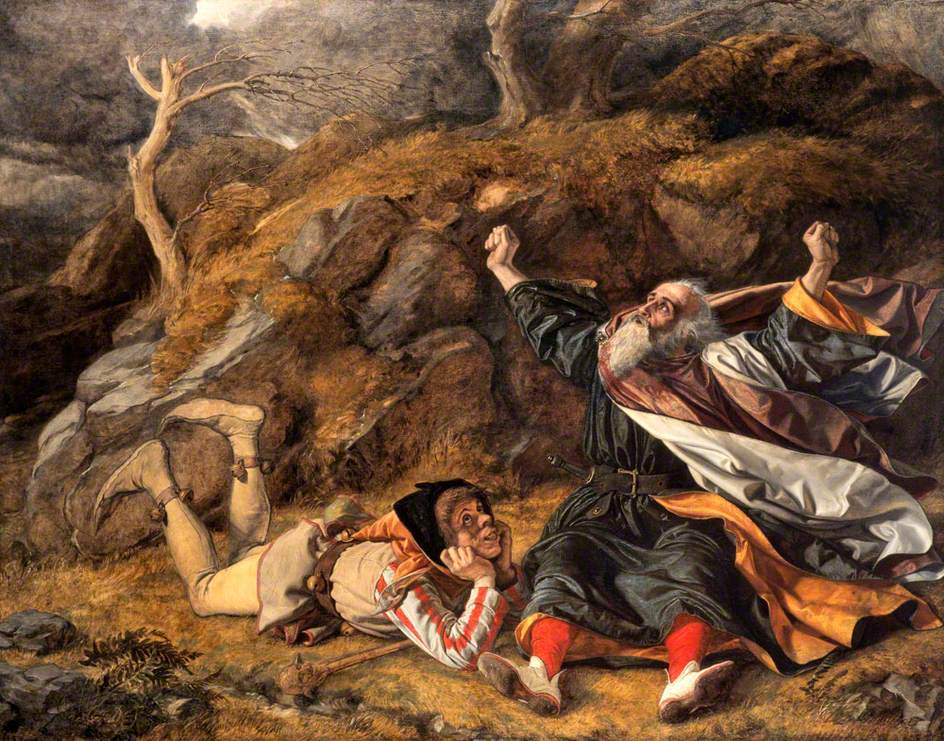
شاه لیر و دلقک در طوفان، اثر (۱۸۰۶–۱۸۶۴

شاه لیر یا لیرشاه (انگلیسی: King Lear) نمایش‌نامهای تراژیک اثر ویلیام شکسپیر است که آن را یکی از بزرگ‌ترین و ارزنده‌ترین تراژدی‌های وی می‌دانند. شکسپیر این اثر را به احتمال زیاد در سال ۱۶۰۵ نوشته است.
تا کنون آثار متعددی از روی این نمایش نامه در ایران بر روی صحنه رفته

## شخصیت‌های نمایشنامه
- شاه لیر: پادشاه بریتانیا که بعد از کهولت سن تصمیم به کناره‌گیری از سلطنت و بخشیدن آن به دخترانش می‌کند.
- گونریل: دختر بزرگ شاه لیر و زن دوکِ آلبانی که با پدرش بدرفتاری می‌کند.
- ریگان: دختر دوم شاه لیر و زن دوکِ کورنوال که او هم به تقلید از خواهر بزرگتر، با پدرش بدرفتاری می‌کند.
- کوردیلیا: دختر کوچک شاه لیر و زن پادشاه فرانسه که برخلاف خواهرانش بسیار مهربان است ولی عادت به گزافه‌گویی ندارد.
- دوکِ آلبانی: همسر گونریل.
- دوکِ کورنوال: همسر ریگان.
- لرد گلوستر: پدر ادگار و ادموند که جزئی از اشراف با نفوذ می‌باشد.
- لرد کنت: از اشراف که بعد از اخراج کوردیلیا مورد خشم شاه قرار گرفت.
- ادموند: پسر نامشروع امیر گلوستر که در نهایت به پدر خود خیانت می‌کند.
- ادگار: پسر لرد گلوستر.
- دلقک: دلقک پادشاه.
- اُزوالد: مباشر گونریل.
- پادشاه فرانسه: همسر کوردیلیا.
- دوک بورگندی: از خواستگاران کوردیلیا.
- کوران: از درباریان

## داستان

### پرده اول
- صحنه اول (واقع در قصر شاه لیر): در اولین صحنه، لیر شاه قصد دارد قلمروهای تحت فرمان خود را به دخترانش واگذار کند و به همین جهت از دخترانش توقع دارد که با کلمات تسلی بخش میزان علاقهٔ خود به پدرشان را بیان کنند. گونریل و ریگان با کلمات چرب و نرم پدرشان را رام کرده و سهم خود را می‌گیرند ولی کوردیلیا، دختر کوچک شاه که عمیقاً پدرش را دوست دارد و زبان چاپلوسی ندارد مورد خشم پدر قرار گرفته و هیچ سهمی نمی‌گیرد. لرد کنت که از تصمیم عجولانه و نابخردانه لیر در خشم است، به او اعتراض می‌کند و به این ترتیب لیر به او فرصتی پنج روزه برای رفتن از کشور می‌دهد. دوک بورگندی که قبلاً قرار بود شوهر کوردیلیا باشد (ولی هدفش از این عشق تنها رسیدن به پول و مقام بود) با بدگویی‌های شاه از او، از ازدواج منصرف می‌شود و به این ترتیب با خشم جنون آمیز لیر کوردیلیا به یک باره از قامت محبوب‌ترین فرزند به منفورترین موجود در نظر پدرش تبدیل شده و بدون هیچ گونه مراسمی مثل یک کنیز به پادشاه فرانسه داده می‌شود، ولی پادشاه فرانسه که عاشق کوردیلیا شده او را به عنوان ملکه فرانسه به سرزمین خود می‌برد. در پایان این صحنه گونریل و ریگان با هم خصوصی صحبت کرده و برخلاف ادعایشان لیر را پیرمرد احمق خطاب می‌کنند.

- صحنه دوم (واقع در تالاری در خانه گلوستر): ادموند پسر نامشروع گلوستر به‌دلیل اینکه مردم بین او و ادگار فرق می‌گذارند و او را برتر از خودش می‌دانند عصبانی است و به همین دلیل با یک نامهٔ جعلی طوری تظاهر می‌کند که گویی ادگار قصد دارد املاک گلوستر را تصاحب کند. گلوستر امر می‌دهد که ادموند از صحت و سقم این قضیه مطلع شود. ادموند هم به ادگار می‌گوید که پدرش بسیار از دست او خشمگین است و برای همین توصیه می‌کند که به منزل او بیاید و مسلح باشد چون احتمال هر کاری از سوی گلوستر بعید نیست.
- صحنه سوم (اتاقی در خانه دوک آلبانی): گونریل که به واسطهٔ چاپلوسی اش بر نیمی از سرزمین حاکم است با ازوالد صحبت می‌کند و پرده از روحیات درونی خود برمی‌دارد. او دستور می‌دهد که تمام خدمتکارانش و اعضای قصر نسبت به لیر و ملازمانش (صد شوالیه وفادار به شاه) بی اعتنایی کنند تا لیر دست از رفتارش که به عقیدهٔ گونریل گستاخانه است، بردارد.
- صحنه چهارم (تالاری در قصر): لرد کنت که قصد دارد دوباره در رکاب شاه باشد با هویت جعلی خودش را به امپراتور نزدیک می‌کند و ملازم او می‌شود. از آن سو افراد گونریل به فرمانش، یک رفتار تحقیرآمیز نسبت به شاه در پیش می‌گیرند که باعث خشونت بیشتر لیر و نزدیکانش می‌شود. گونریل قصد دارد کاری کند تا لیر تمام ملازمانش که اکثراً شوالیه‌های وفادار هستند را از خود دور کند تا نفوذش در قصر کمرنگ شود. با رفتاری که در پیش می‌گیرد لیر افسوس می‌خورد که چرا کوردیلیا را بیرون کرد و بعد دخترش را نفرین کرده و برای یک رفتار محترمانه راهی منزل ریگان می‌شود، غافل از اینکه پیش از این گونریل، ریگان را هم با خود هم رأی کرده است تا جلوی نفوذ پدرش را بگیرد.

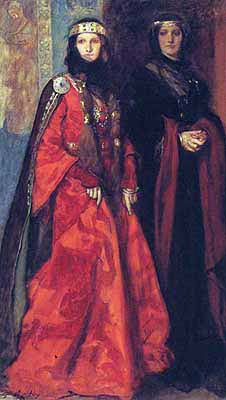
گونریل و ریگان اثر ادوین آستین ابی

- صحنه پنجم (حیاط روبروی قصر): در این صحنهٔ کوتاه لیر فرمانی را به‌وسیلهٔ لرد کنت به گلوستر می‌فرستد و آماده می‌شود که به همراه دلقک به دیدار ریگان برود ولی دلقک مطمئن است که از این دیدار هم هیچ سودی نصیب لیر نمی‌شود. لیر در این صحنه عمیقاً برای کوردیلیا احساس افسوس می‌کند.

### پرده دوم
- صحنه اول (قلعهٔ گلوستر): ادموند با حیله‌ای که سوار می‌کند، ادگار را خائن معرفی کرده و طی نبردی ساختگی خودش را زخمی کرده و گلوستر را نسبت به پسرش کاملاً بی‌اعتماد می‌کند. با آمدن کورنوال و ریگان به قلعهٔ گلوستر آنها نیز با بدگویی‌های ادموند به ادگار بدگمان می‌شوند. ریگان تقاضا می‌کند که گلوستر برای جواب دادن به پدر و خواهرش او را راهنمایی کند.
- صحنه دوم (روبروی قلعهٔ گلوستر): درست در همین زمان در جلوی قلعه، لرد کنت و ازوالد که برای آوردن نامه پیش ریگان آمده‌اند با هم روبرو می‌شوند. لرد کنت که هنوز از رفتار تحقیرآمیز ازوالد نسبت به شاه بسیار خشمگین است با او گلاویز شده و به جرم بی‌حرمتی به پیک ملکه، روبروی قلعهٔ گلوستر غل و زنجیر می‌شود.
- صحنه سوم (جنگل): این صحنه یک تک خوانی از ادگار است که به جرم ساختگی در فرار بوده و برای همین خود را به دیوانگی می‌زند تا وقتی که بی‌گناهی‌اش ثابت شود.
- صحنه چهارم (روبروی قلعهٔ گلوستر): لیر با دیدن لرد کنت که به زنجیر کشیده شده، به‌شدت ناراحت شده و کورنوال و ریگان را فرا خوانده و آنها را مورد بازخواست قرار می‌دهد. با این وجود ریگان و گونریل با تحت فشار قرار دادن پدرشان قصد دارند به هر ترتیبی افرادش را اخراج کنند. لیر که از رفتار دخترانش به‌شدت ناراحت شده، در هوای طوفانی به بیابان رفته و ناپدید می‌شود.

### پرده سوم
- صحنه اول (بیابان): لرد کنت با یک نجیب‌زاده ملاقات کرده و از او می‌شنود که لیر خودش را در طوفان رها کرده و به کلی دیوانه شده است، بعد هم لرد کنت خبر می‌دهد ارتش فرانسه در شرف حمله به بریتانیا می‌باشد. آنها به جستجوی لیر می‌روند.

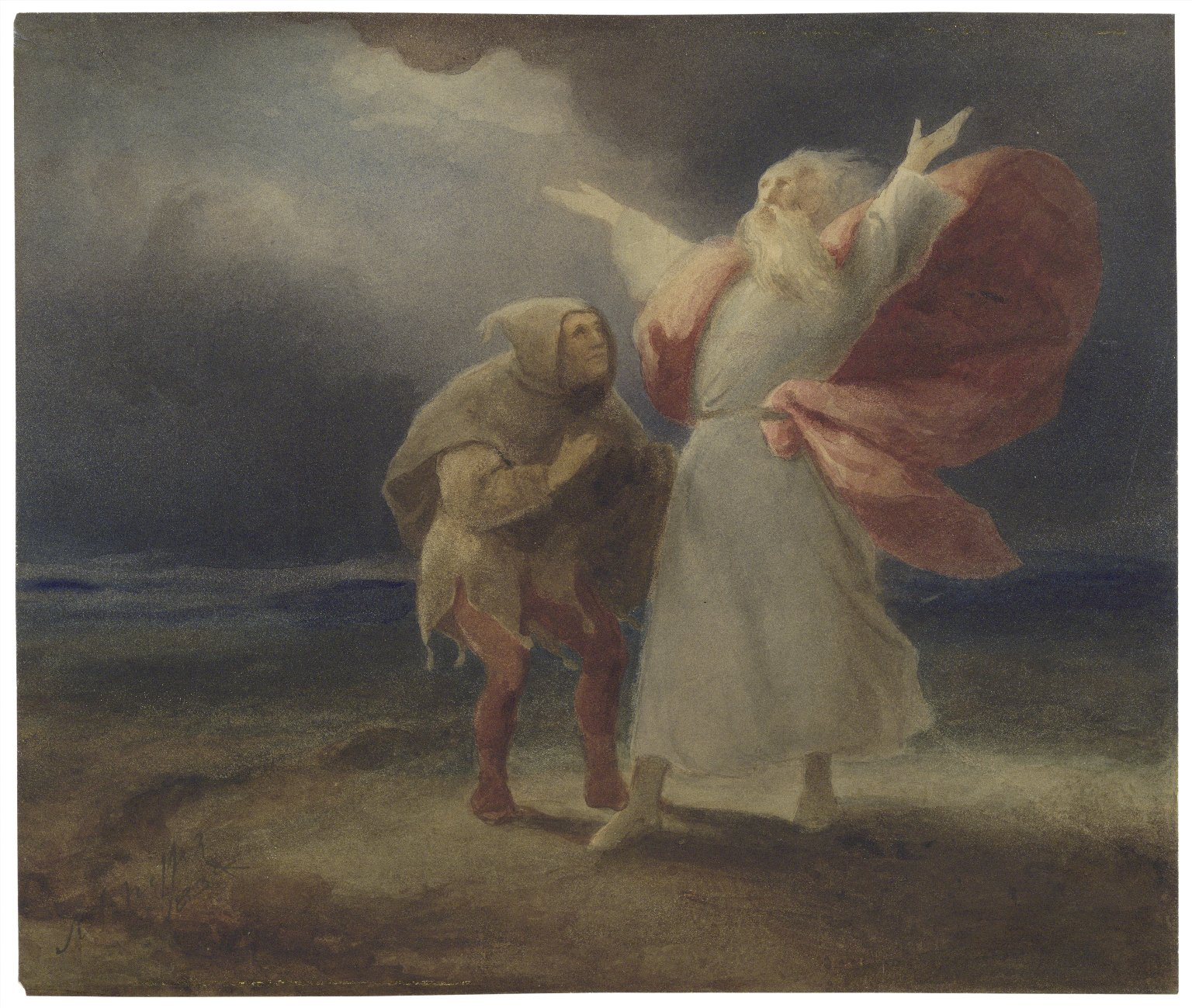
نقاشی آبرنگ از لیر و دلقک که در بیابان سرگردان شده‌اند.

- صحنه دوم (همان بیابان): لیر و دلقک به دلیل بی‌احترامی گونریل و ریگان در طوفان سهمگین زیر آسمان هستند و ناله و شکوه می‌کنند. لرد کنت سر رسیده و آنها را به یک کلبه در همان نزدیکی می‌برد.
- صحنه سوم (قلعهٔ گلوستر): گلوستر به ادموند می‌گوید که از رفتار قبیح کنت و ملکه نسبت به شاه بسیار خشمگین است و قصد دارد به لیر کمک کند و از ادموند می‌خواهد که این مسئله را پیش خود نگه دارد ولی ادموند قصد آن می‌کند تا این قضیه را به کنت بگوید و جای پدرش را بگیرد.
- صحنه چهارم (بیابان، روبروی یک کلبه): لرد کنت لیر و دلقک را به کلبه‌ای در همان بیابان می‌برد تا از طوفان در امان باشند. در آن کلبه ادگار هم اقامت دارد که خود را به خاطر شناخته نشدن به جنون زده است و جامه‌ای همانند فقیران پوشیده است. لیر و دلقک و لرد کنت در کلبه مشغول گفتگو می‌شوند و گلوستر هم سر رسیده و تقاضا می‌کند که آنها به قلعه‌اش بروند ولی لیر قبول نمی‌کند و همه به داخل کلبه می‌روند.

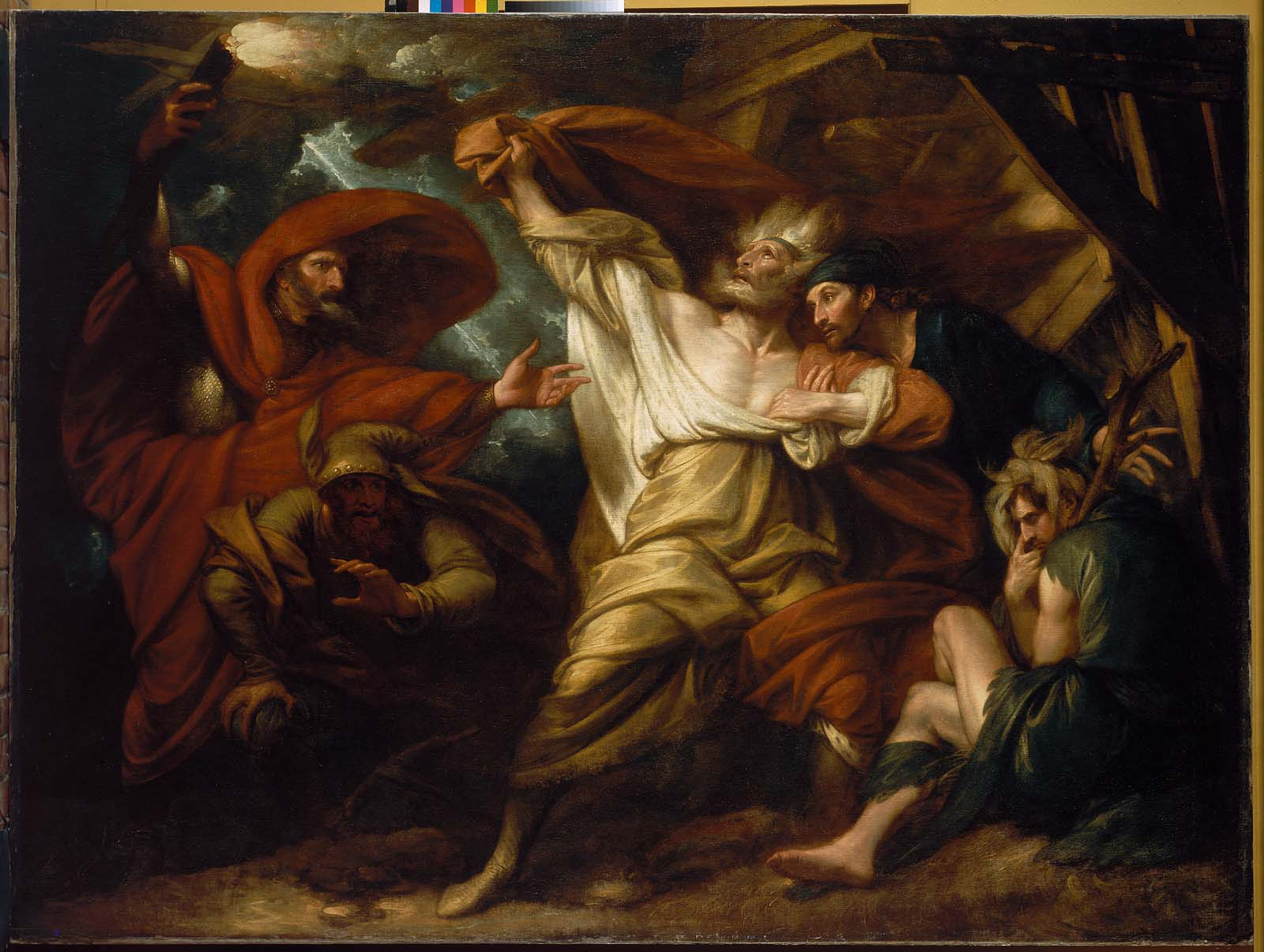
لیر و همراهان در طوفان اثر بنجامین وست

- صحنه پنجم (قلعهٔ گلوستر): ادموند بلافاصله دوک کورنوال را از قضیه پدرش مطلع کرده و دوک به ادموند دستور می‌دهد که پدرش را دستگیر کند. ادموند هم قبول کرده و برای تصاحب جایگاه پدرش دست به خیانت می‌زند.
- صحنه ششم (اتاقی در نزدیکی قلعهٔ گلوستر): گلوستر شاه و اطرافیانش را در یک منزل سکونت می‌دهد. لیر در خیال خود دخترانش را به اتهام حق نشناسی دادگاهی می‌کند و دلقک و ادگار هم در این تخیلات او را یاری می‌دهند. گلوستر به لرد کنت می‌گوید که جان لیر در خطر است و آنها به سمت سواحل شرقی بریتانیا روانه می‌شوند.
- صحنه هفتم (قلعهٔ گلوستر): نیروهای فرانسوی به سواحل شرقی بریتانیا رسیده‌اند و دوک کورنوال که گلوستر را خائن می‌داند دستگیر کرده و کور می‌کند و در نهایت مکان شاه را می‌فهمد. در این بین یکی از خدمتکاران گلوستر کورنوال را مجروح کرده که وی به خاطر این جراحت کشته می‌شود. گلوستر که متوجه خیانت ادموند شده است پس از اینکه با چشمانی کور او را از کاخ راندند از قصر بیرون می‌رود تا با چشمان کور ادگار را پیدا کند.

### پرده چهارم
- صحنه اول (بیابان): گلوستر که به فرمان کورنوال با چشمان کور از قلعهٔ خودش اخراج شده به سمت شرق بریتانیا می‌رود تا ادگار و امپراتور را پیدا کند. ادگار هم که هنوز نقش دیوانه را بازی می‌کند با اندوه به پدر دردمندش برای رسیدن به دوور (یکی از سواحل شرقی بریتانیا) کمک می‌کند.
- صحنه دوم (جلوی قصر دوک آلبانی): ادموند و گونریل که به هم علاقه‌مند شده‌اند، آلبانی را مانعی جدی بر سر راه خود می‌بینند. آلبانی که از رفتار وحشیانه گونریل نسبت به لیر در خشم است با او مشاجره می‌کند. پیکی از راه رسیده و به آلبانی خبر می‌دهد که کورنوال، گلوستر را کور کرده و خودش هم کشته شده، و آلبانی سوگند می‌خورد که انتقام او را بگیرد.
- صحنه سوم (اردوگاه فرانسویها در نزدیکی دوور): لرد کنت باخبر می‌شود که پادشاه فرانسه برای کار مهمی به کشورش برگشته است و کنترل ارتش به لافار (فرماندهٔ ارتش) سپرده شده است، همچنین معلوم می‌شود که کوردیلیا از رفتار خواهرانش بسیار ناراحت شده و ارتش دوک‌ها به سمت دوور در حال حرکت می‌باشد.
- صحنه چهارم (چادر کوردیلیا در دوور): کوردیلیا و پزشک با هم گفتگو کرده و کوردیلیا آمادگی خود را برای نگهداری از پدرش اعلام می‌کند. همچنین معلوم می‌شود که حملهٔ فرانسه به بریتانیا به درخواست کوردیلیا و برای کمک به لیر انجام شده است.
- صحنه پنجم (قلعهٔ گلوستر): ریگان که شوهرش را از دست داده به ادموند علاقه‌مند شده و سعی می‌کند با کمک ازوالد او را برای خود کند. همچنین او از زنده ماندن گلوستر نگران است و دستورهایی برای کشتن او صادر می‌کند.
- صحنه ششم (جلگه‌ای در نزدیکی دوور): گلوستر قصد خودکشی دارد و برای همین به همراه ادگار بر روی مکان کم ارتفاعی رفته و با گول خوردن از ادگار از آنجا می‌پرد و با گمان اینکه از صخره‌ای بلند پریده و سالم مانده زندگی دوباره خود را از خدایان می‌داند. لیر هم که عقل خود را از دست داده به شکل ناراحت‌کننده‌ای از دست تعدادی از خادمینش که قصد کمک به او دارند فرار می‌کند. ازوالد که برای کسب پاداش قصد کشتن گلوستر را دارد به‌دست ادگار کشته می‌شود و آن‌ها با خواندن نامهٔ گونریل می‌فهمند که او قصد دارد به آلبانی خیانت کند و با ادموند ازدواج کند.
- صحنه هفتم (چادری در اردوگاه فرانسویها): لیر در نزد فرانسویها تحت معالجه است و کوردیلیا و لرد کنت از او پرستاری می‌کنند. لیر طی صحنه‌ای احساسی از دخترش معذرت خواهی کرده و بعد از آن لرد کنت می‌فهمد که ادموند جای گلوستر را گرفته و قدرتش رو به افزایش است. نیروهای بریتانیایی برای نبرد در راه دوور هستند.

### پرده پنجم
- صحنه اول (اردوگاه انگلیسیها در نزدیکی دوور): نیروهای آلبانی و ریگان در آنجا به هم رسیده و ریگان به ادموند اظهار علاقه می‌کند. بعد از این ادگار به آلبانی خبر می‌دهد که نامه‌ای در اختیار اوست و آن را به آلبانی می‌دهد. نیروهای فرانسوی نزدیک می‌شوند و نبرد در شرف وقوع است.

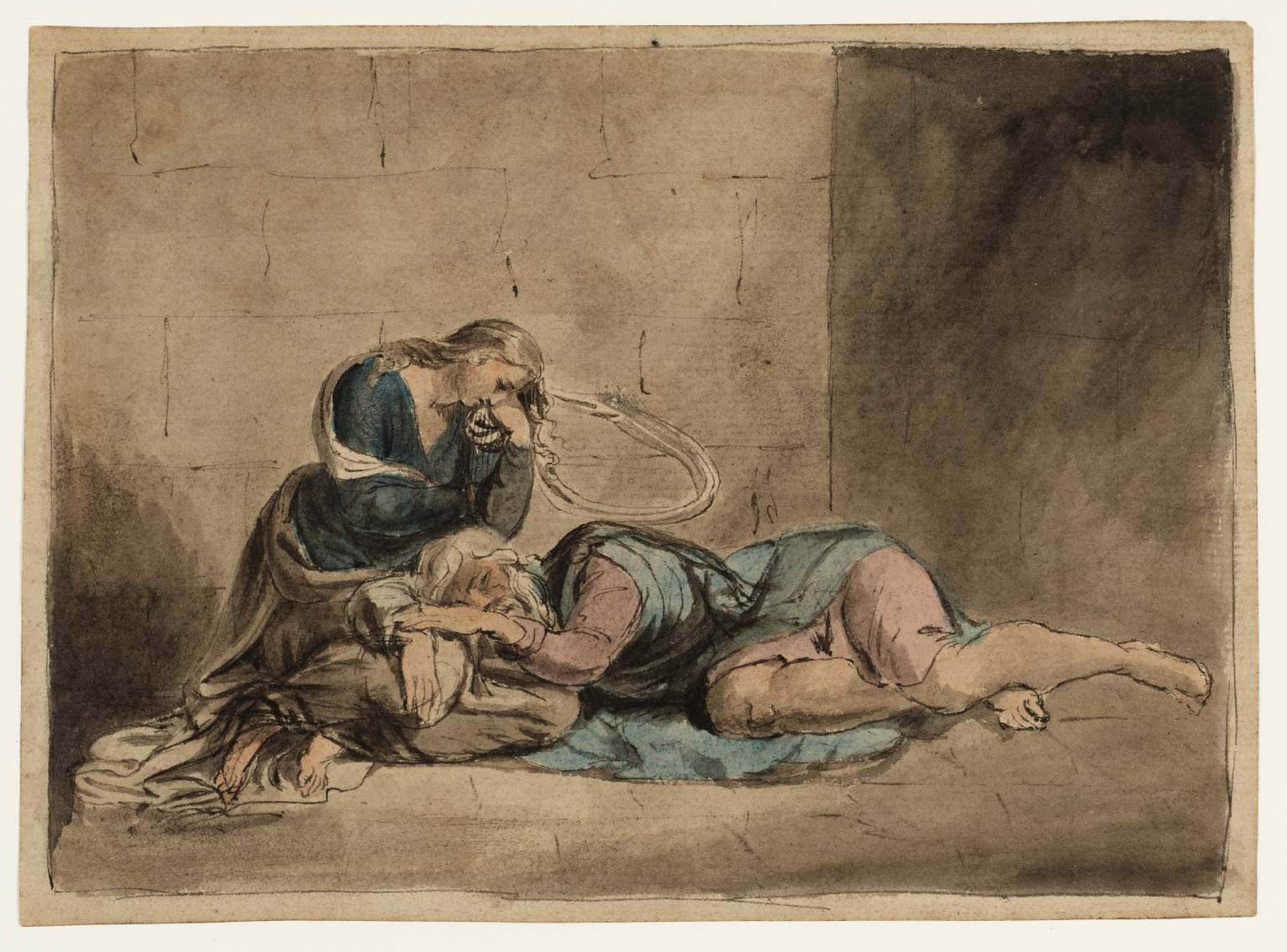
لیر و کوردیلیا در زندان اثر ویلیام بلیک

- صحنه دوم (مکانی در بین دو اردوگاه فرانسویها و انگلیسیها): صحنه با حضور ادگار و گلوستر آغاز می‌شود. فرانسوی‌ها شکست خورده و کوردیلیا و لیر اسیر نیروهای بریتانیایی می‌شوند.

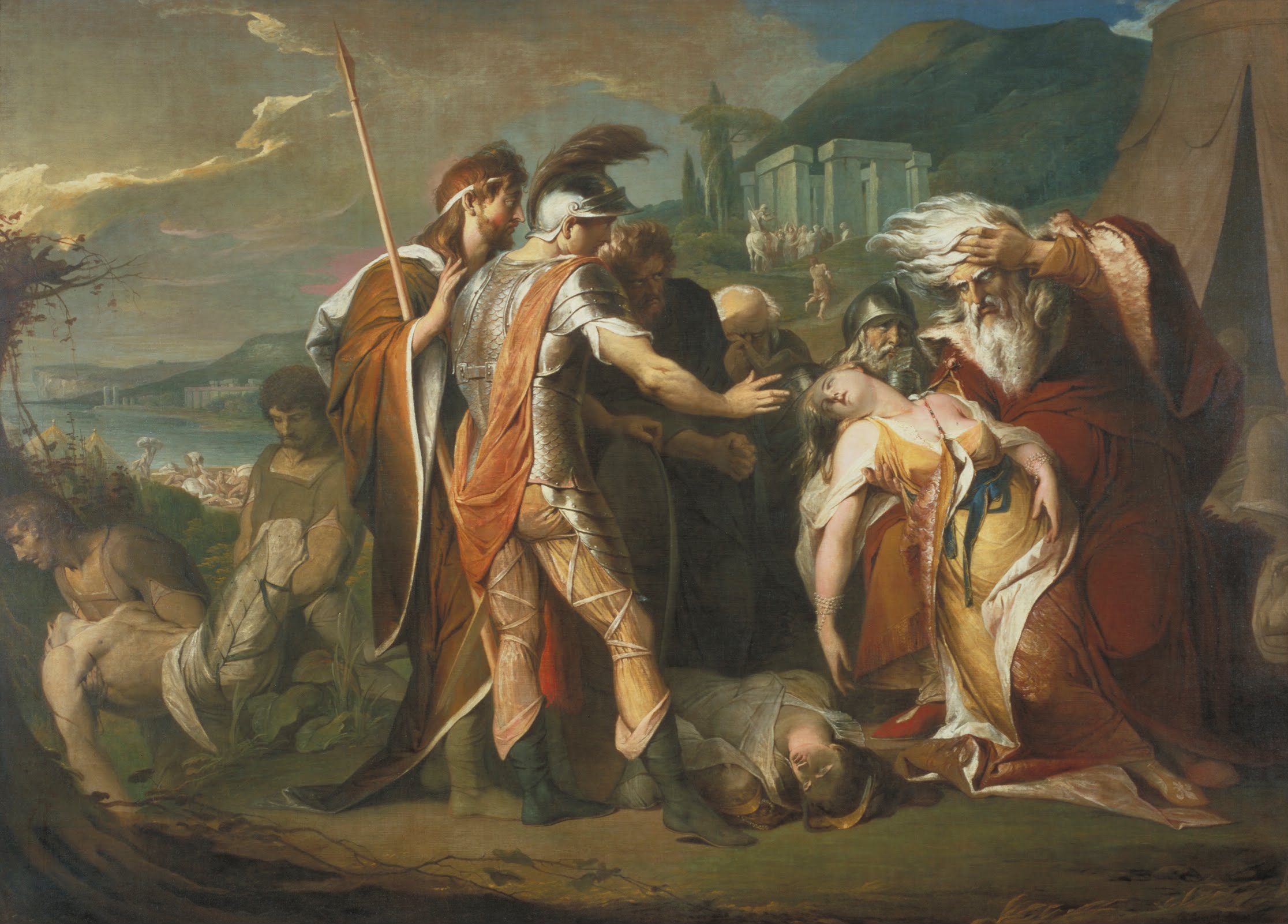
شاه لیر و کوردیلیا پس از مرگ

- صحنه سوم (اردوگاه انگلیسیها در نزدیکی دوور): کوردیلیا و لیر به زندان فرستاده شده و ادموند حکم اعدام آنها را مخفیانه به یکی از افرادش می‌دهد. در آن سو مشاجره‌ای بین دو خواهر بر سر ادموند بر پا می‌شود و آلبانی با خشم به ادموند اعلان جنگ می‌دهد. گونریل هم خواهرش ریگان را مسموم کرده و باعث مرگش می‌شود. در حین مبارزه ادگار سر رسیده و با ادموند گلاویز شده و او را شکست می‌دهد. از آن سو آلبانی با استفاده از نامه‌ای که حاوی مدارک خیانت گونریل است او را هرزه خطاب کرده و گونریل فرار کرده و خودکشی می‌کند. ادموند که ناراحت شده است و قصد دارد کار خوبی انجام دهد به سرعت آلبانی را باخبر می‌کند که اگر زود حرکت نکنند کوردیلیا و لیر کشته می‌شوند. افراد به سمت زندان می‌روند ولی کوردیلیا اعدام شده و لیر زنده مانده است. ادموند نیز کشته شده و لیر که خود را روی جسد کوردیلیا انداخته و گریه می‌کند نیز از شدت غم و اندوه جان می‌سپارد. در نهایت این تراژدی به پایان رسیده و تمام شخصیت‌ها با آهنگ عزا از صحنه خارج می‌شوند.

## ترجمه به فارسی
شاه لیر یا لیرشاه در پنج پرده و دو خط داستانی نوشته شده و آن را یکی از بزرگ‌ترین و جاودانه‌ترین تراژدی‌های شکسپیر می‌دانند و برخی همچون پِرسی بیش شِلی، شاعر غزل‌سرای انگلیسی، آن را کامل‌ترین نمونه هنر نمایشیِ موجود در جهان دانسته‌اند.
نشر مهراندیش این اثر را در ۴۸۵ صفحه با ترجمه مهدی سجودی مقدم به صورت دوزبانه منتشر کرده است.